# Clergé de l'Égypte antique
Le clergé de l'Égypte antique est composé d'une multitude de prêtres, et prêtresses qui assuraient le culte des nombreuses divinités de la religion égyptienne.

## Fonction
Dans la pensée égyptienne, les dieux façonnent la Terre et y établissent un ordre harmonieux (Maât) permettant au miracle de la vie de s'accomplir jour après jour. C'est au seul pharaon, descendant des dieux, que revient la tâche d'assurer la pérennité de cette harmonie et de combattre les forces du Mal qui cherchent continuellement à la briser. Pharaon est le seul intermédiaire entre les divinités et les mortels. L'entretien de l'harmonie divine exigeant de nombreux cultes journaliers à travers tout le pays d'Égypte, le pharaon ne peut en assurer seul l'exécution matérielle. C'est là le rôle essentiel du prêtre : suppléer Pharaon dans l'exécution matérielle des rites quotidiens.
Pharaon est aussi un des premiers à s'inquiéter du sens de ses rêves. Il confie donc à un prêtre lecteur, personnage très important, leur interprétation qui peut déterminer la politique de l'État.

## Hiérarchie
Pharaon est le premier des prêtres. Il nomme les dirigeants des grands sanctuaires car il lui faut contrôler ce clergé puissant, véritables dynasties dans lesquelles les prêtres héritent de la charge de père en fils. Ce clergé est très hiérarchisé ; les prêtres sont nommés par leurs pairs et les hauts fonctionnaires. Le prêtre nouvellement investi doit justifier de solides connaissances théologiques, médicales et astronomiques. Ainsi les prêtres de Rê ont la réputation d'avoir été particulièrement versés dans la connaissance du ciel. Grâce à leur bibliothèque, les temples des dieux sont aussi ceux de la connaissance.
Présidant aux destinées du temple, veillant à la célébration du rituel quotidien, administrant les terres du dieu, les prêtres forment dans la société une caste privilégiée, soigneusement hiérarchisée.
Les collèges sont placés sous l'autorité d'un grand-prêtre qui porte, plutôt qu'un titre, une épithète spécifique :
- le pontife d'Héliopolis est qualifié de « Plus Grand des Voyants de Rê »,
- celui de Memphis de « Chef des Artisans »,
- celui d'Hermopolis Parva de « Grand des Cinq de la Maison de Thot »,
- et à Karnak « Celui qui ouvre les Deux Portes du Ciel ».

Le grand prêtre de Ptah à Memphis est prêtre-sem.
Les prêtres du haut clergé attachés à un temple sont organisés en quatre collèges qui se relayent chaque mois au service du dieu.
Ces prêtres occupent, pour la plupart, des fonctions héréditaires. Si la majorité de ce vocabulaire est d’origine grecque, c’est grâce à des textes ptolémaïques. On trouve parmi eux des spécialistes :
- le prêtre-choachyte, chargé du culte funéraire ;
- les prêtres du Ka, chargés de l'exercice quotidien du culte, appelés les « Serviteurs du Ka » ;
- les prêtres-hery-heb, « ceux qui portent la fête », dont le rôle est de lire la liturgie funéraire ;
  - les prêtres ritualistes (ḫr(y).w-ḥb.t), littéralement ceux qui sont sous le rituel, chargés de lire les glorifications lors des cérémonies funéraires ;
  - les prêtres-khereb qui lisent des formules incantatoires du livre des Morts ;
- les prêtres-paraschistes, ou inciseurs qui enlevent les viscères lors de la momification ;
- les prêtres-taricheutes qui sont les saleurs, les vrais embaumeurs ;
- les prêtres-colchytes aident à toutes les opérations d'embaumement ;
- le prêtre astronome, qui détermine le bon moment pour lancer les cérémonies ;
- le prêtre hémérologue, capable de distinguer le caractère faste ou néfaste des jours de l'année.

Certains, réputés doués de talents surnaturels, jouent un rôle d'exorciste et de magicien, voire de médecin dans les villes et les villages.
Au bas de la hiérarchie, on trouve les prêtres-ouâb (wˁb), littéralement prêtres purs, car la propreté corporelle était un devoir de leur charge. Ainsi, raser ses cheveux est une marque distinctive pour les prêtres qui soulignent ainsi leur recherche de pureté, de même que l'épilation quotidienne.
Les prêtres sont assistés de clercs, les purificateurs, chargés de préparer la nourriture offerte au dieu, mais aussi de musiciens et de chanteuses voués à sa distraction.
Lorsqu'ils ne sont pas de service, les prêtres s'occupent des domaines que le pharaon leur a confiés.

## Rituel
Les prêtres commencent leur journée de culte par un bain matinal purificateur. Puis ils se dirigent en procession vers le cœur du temple pour réveiller le dieu qui sommeille dans l'obscurité du sanctuaire.
Sous la conduite du grand prêtre, le rituel commence au moment où le soleil paraît à l'horizon. Il faut d'abord briser le cachet d'argile qui scelle la porte chaque soir, avant d'ouvrir ses battants. Le grand prêtre lève ses mains vers la statue pour « rendre son âme » au dieu et prononce une formule consacrée : « Éveille-toi, grand dieu, éveille-toi en paix ! ». On dispose alors devant le dieu les offrandes de nourriture qui lui ont été préparées : pain, oignons, salades, viande de bœuf, bière et vin. Lorsque le dieu a consommé la matière invisible des aliments, ceux-ci sont répartis entre les autres dieux du temple, puis consommés par les prêtres.
Lorsque le prêtre accomplit ces gestes, c'est en fait Pharaon, et toute l'Égypte derrière lui, qui se fait alors l'entier serviteur du dieu. Qu'il soit prêtre, ou qu'il s'agisse de Pharaon en personne, l'officiant se tient debout devant l'autel, les pieds nus afin de ne pas souiller les lieux de ses semelles. Il tient le sceptre kherep de consécration, la massue hedj, traditionnelle dans ce genre de cérémonie, et étend la main au-dessus des offrandes. L'habillage et l'onction succèdent au déjeuner.
En partant, on balaie les traces de pas sur le sol.
À cette cérémonie quotidienne viennent s'ajouter deux autres rendez-vous avec le dieu, le midi et le soir. Mais on se contente là de gestes rituels, aspersions d'eau et fumigations d'encens, à l'extérieur du sanctuaire : il faut honorer le dieu, mais sans le déranger dans sa méditation.

## Prêtresses
Bien qu'Hérodote affirmait que « Aucune femme n'exerce la prêtrise d'un dieu ni d'une déesse... », on sait que les femmes dans l'Égypte antique participaient, à différents titres, au service des divinités.
À la Ve dynastie, Hetpet est prêtresse d'Hathor. Cependant rien ne permet de déterminer sa place exacte dans la hiérarchie cléricale et le rôle qu'elle pouvait y tenir. 
Au Nouvel Empire, les prêtresses, filles de roi ou grandes épouses du roi, étaient désignées sous le nom de Divine adoratrice d'Amon ; mais dès le début du Nouvel Empire, le culte d'Amon thébain a utilisé des Divines adoratrices d'Amon de sang non royal comme auxiliaires féminines, les « chanteuses de l'intérieur d'Amon » (hezyt net khenou en Imen) :
- les chanteuses shemdyt, qui apparaissent dès la XVIIIe dynastie ;
- les chanteuses-musiciennes hezyt ;
- les joueuses de sistre sekhemyt et ihyt, ces dernières, de l'époque libyenne à la Basse époque.